# Leszek Jabłonowski
Leszek Jarosław Jabłonowski (ur. 11 stycznia 1954 w Krakowie) – polski szermierz, brązowy medalista mistrzostw świata, olimpijczyk.
Zawodnik specjalizujący się w szabli. Jako junior dwukrotnie zajmował 4. miejsce w indywidualnym turnieju szablistów podczas mistrzostw świata juniorów w Buenos Aires (rok 1973) i Stambule (rok 1974).
Medalista mistrzostw Polski:
- złoty 
  - indywidualnie w latach 1978, 1980
  - drużynowo w latach 1976, 1980-1982
- srebrny
  - drużynowo w latach 1978-1979
- brązowy 
  - indywidualnie w roku 1982
  - drużynowy w latach 1975, 1977, 1983.

Brązowy medalista mistrzostw świata w Clermont-Ferrand w 1981 roku w turnieju drużynowym szablistów (partnerami byli:Jacek Bierkowski, Dariusz Wódke, Tadeusz Piguła, Andrzej Kostrzewa).
Uczestnik mistrzostw świata w latach: 1973 (4. miejsce), 1975 (5. miejsce), 1978 (5. miejsce), 1982 (4. miejsce), 1983 (5. miejsce).
W 1979 zdobył brązowy medal letniej uniwersjady w Meksyku w turnieju drużynowym.
Na igrzyskach olimpijskich w Montrealu (1976) w turnieju indywidualnym zajął 23. miejsce, a w turnieju drużynowym (partnerami byli: Jacek Bierkowski, Sylwester Królikowski, Józef Nowara) polska drużyna zajął 6. miejsce. Na rozgrywanych cztery lata później igrzyskach olimpijskich w Moskwie w turnieju indywidualnym zajął 17. miejsce, a w turnieju drużynowym (partnerami byli:Jacek Bierkowski, Andrzej Kostrzewa, Tadeusz Piguła, Marian Sypniewski) polska drużyna zajął 4. miejsce.
Po zakończeniu kariery sportowej został trenerem.